# Ritchie Cordell
Ritchie Cordell, pseudoniem van Richard Joel Rosenblatt (New York, 10 maart 1943 - aldaar, 13 april 2004) was een Amerikaans songwriter, producer en muziekuitgever. Hij werd bekend als de schrijver achter de bubblegum-groep Tommy James and the Shondells. In 1987 was hij de eerste songwriter sinds Lennon en McCartney met twee nummers aansluitend op nummer 1 in de Billboard Hot 100. Ook was hij producer van bekende artiesten als van Bow Wow Wow, de Ramones en Joan Jett.

## Biografie
Cordell imiteerde als kind Elvis Presley voor de spiegel, en al jong leerde hij gitaar spelen en liedjes schrijven. Zijn moeder stelde hem in 1961 voor aan Sid Prosen die ervoor het duo Tom & Jerry had geplugd, ofwel Simon & Garfunkel zoals ze later heetten. Prosen stelde de tiener voor aan Paul Simon en die schreven samen twee kleine hits, Tick tock en Pied piper. In die tijd nam hij het pseudoniem Ritchie Cordell aan. Het tekstschrijven lag hem meer dan optreden en om die reden hield hij zich ook graag op bij de Brill Building, een gebouw aan de Broadway in Manhattan waar veel bekende songwriters zich verzamelen en hun opleiding hebben gekregen.
In 1966 kwam hij in dienst van Roulette Records die al eens een nummer 1-hit had uitgebracht van Tommy James and the Shondells (Hanky panky in 1964). Cordell ontwikkelde zich als de belangrijkste schrijver en de producer van deze band die uitgroeide tot een belangrijk boegbeeld van de muziekstijl bubblegum. Hij schreef onder meer mee aan de nummer 3-hit Mony Mony (1968), waarvan ook enkele covers opnieuw hoge noteringen in de hitlijsten behaalden.
Vervolgens maakte hij eind jaren zestig de overstap naar het productieteam van Super-K van Jerry Kasenetz en Jeff Katz en schreef hij enkele hits voor kortstondige bands. In de jaren zeventig werkte hij als songwriter, producer en muziekuitgever, en in de jaren tachtig voor bekende artiesten als Bow Wow Wow, de Ramones en Joan Jett; I love rock'n roll werd bijvoorbeeld door Cordell geproduceerd. In 1987 lukte het hem als eerste – sinds het schrijversduo Lennon en McCartney – om twee nummers aansluitend op nummer 1 te hebben in de Billboard Hot 100. Namelijk I think we're alone now door Tiffany en Mony Mony door Billy Idol.
- International Standard Name Identifier: 0000 0000 5919 1025
- MusicBrainz: 59758963-55f1-475e-a2bd-5d7e1d5ebcca
- Nationale Bibliotheek van Tsjechië: xx0094956
- Virtual International Authority File: 86424235